# Conseiller d'État (Royaume-Uni)
Pour les articles homonymes, voir Conseiller d'État.

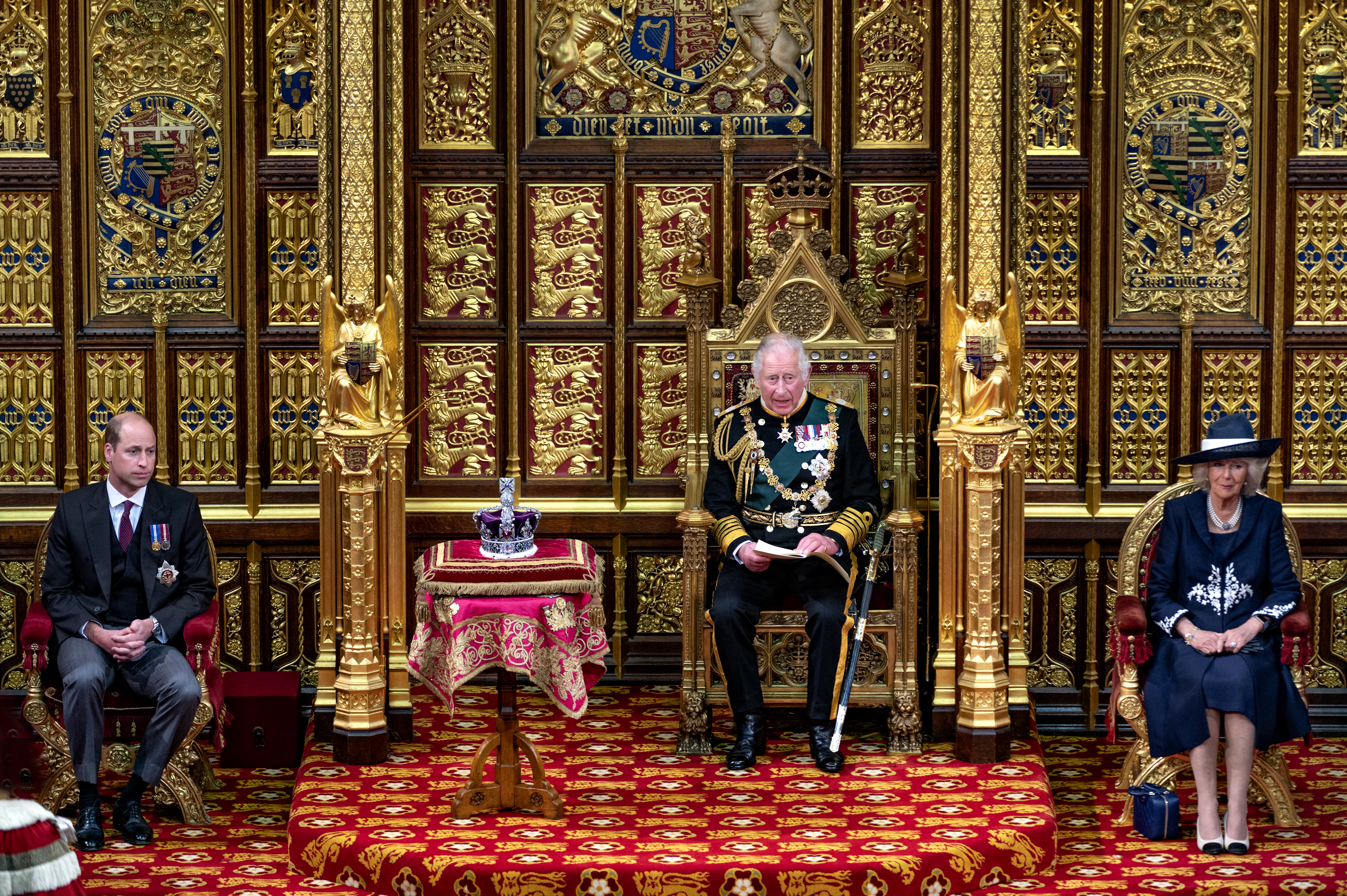
En mai 2022, les princes Charles, prince de Galles, et William, duc de Cambridge, ouvrent le Parlement en tant que conseillers d'État, le prince Charles lisant le discours du Trône au nom de la reine Élisabeth II.

Un conseiller d'État est un membre de la famille royale britannique à qui le monarque peut déléguer des fonctions royales par le biais de lettres patentes, sous le Grand sceau du Royaume-Uni, afin d'éviter tout retard ou difficulté dans l'expédition des affaires publiques en cas de maladie (à l'exception d'une incapacité totale) ou d'absence du Royaume-Uni.
Les conseillers d'État sont le conjoint du monarque et les quatre premières personnes dans l'ordre de succession au trône âgées de plus de 21 ans (ou 18 ans pour l'héritier du trône). Lors d'une régence, les quatre premières personnes éligibles dans l'ordre de succession après le régent (et le conjoint du régent) peuvent être conseillers d'État.
Les conseillers d'État peuvent exercer les fonctions royales spécifiées dans les lettres patentes. En pratique, il s'agit de la plupart des fonctions officielles du monarque, la participation aux réunions du Conseil privé, la signature de documents de routine et la réception des lettres de créance des nouveaux ambassadeurs. Toutefois, selon la loi, les conseillers d'État ne peuvent pas accorder de grades, de titres ou de pairie. Ils ne peuvent pas s'occuper de certaines fonctions essentielles ou constitutionnelles, telles que les questions relatives au Commonwealth, la nomination du Premier ministre et la dissolution du Parlement (sauf sur instruction expresse du monarque dans les lettres patentes). Cette situation s'est produite en 1974, lorsque la proclamation de la dissolution du Parlement a été promulguée par la reine mère et la princesse Margaret sur les instructions expresses de la reine Élisabeth II, alors absente du Royaume-Uni.
Les fonctions royales doivent être exercées conjointement par tous les conseillers d'État ou par le nombre d'entre eux spécifié dans les lettres patentes. Légalement, au moins deux conseillers d'État sont nécessaires pour agir, l'absence de l'un d'entre eux pouvant entraîner une contestation juridique.

## Histoire
La fonction de conseiller d'État est établie par l'acte de régence de 1937, adopté peu après l'accession au trône de George VI en 1936, qui établit notamment des règles concernant les absences de courte durée du monarque pour lesquelles une régence n'est pas nécessaire.
À la mort du roi George VI en 1952, la reine mère perd automatiquement son poste de conseillère d'État. Cependant, un nouvel acte de régence est adopté en 1953 afin de rétablir sa position. Cet acte de régence la concernait spécifiquement et ne s'applique donc pas aux autres consorts douairiers. Il devient caduc à sa mort, en 2002.
En octobre 2022, il est annoncé que le roi Charles III prépare une modification de l'acte de 1937, afin d'inclure la princesse Anne et le prince Edward à la liste des conseillers d'État, ce qui permettrait d'éviter que les princes Andrew et Harry — tous deux en retrait de la famille royale — puissent assurer l'intérim du souverain en cas de maladie ou lorsqu'il est en déplacement à l'étranger. La question est abordée à la Chambre des lords, où le gouvernement déclare qu’il « étudiera tous les arrangements nécessaires ». Une annexe à la loi de 1937 est adoptée le 6 décembre 2022, devenant effective le lendemain. Comme dans le cas de la reine mère, en 1953, cette modification ne concerne que la princesse Anne et le prince Edward, et ne s'applique qu'à eux ; l'acte de régence de 1937 n'est donc pas affecté.

## Liste des conseillers d'État actuels
Depuis le 7 décembre 2022, les conseillers d'État de Charles III sont :
| Portrait                  | Nom                                            | Relation avec le roi | Ordre de succession | Devenu conseiller d'État                               |
| ------------------------- | ---------------------------------------------- | -------------------- | ------------------- | ------------------------------------------------------ |
| Camilla Shand             | Camilla Shand (née le 17 juillet 1947)         | Épouse               | –                   | 8 septembre 2022 Accession au trône de Charles III     |
| William, prince de Galles | William, prince de Galles (né le 21 juin 1982) | Fils et héritier     | 1er                 | 21 juin 2003 À l'âge de 21 ans                         |
| Henry, duc de Sussex      | Henry, duc de Sussex (né le 15 septembre 1984) | Fils                 | 5e                  | 15 septembre 2005 À l'âge de 21 ans                    |
| Andrew, duc d'York        | Andrew, duc d'York (né le 19 février 1960)     | Frère                | 8e                  | 19 février 1981 À l'âge de 21 ans                      |
| Beatrice d'York           | Beatrice d'York (née le 8 août 1988)           | Nièce                | 9e                  | 8 septembre 2022 Accession au trône de Charles III     |
| Edward, duc d'Édimbourg   | Edward, duc d'Édimbourg (né le 10 mars 1964)   | Frère                | 13e                 | 7 décembre 2022 Loi sur les conseillers d'État de 2022 |
| Anne, princesse royale    | Anne, princesse royale (née le 15 août 1950)   | Sœur                 | 16e                 | 7 décembre 2022 Loi sur les conseillers d'État de 2022 |

Parmi les cinq personnes éligibles au poste de conseiller d'État selon l'acte de régence de 1937, seuls la reine consort Camilla, le prince William et occasionnellement la princesse Beatrice exercent des fonctions royales. Le prince Harry s'est retiré de la famille royale britannique début 2020 ; il réside désormais aux États-Unis. Le prince Andrew, quant à lui, n'exerce plus d'engagements publics depuis 2019 et a été déchu de son titre d'altesse royale en 2022, en raison des accusations d'abus sexuel sur mineur portées contre lui dans l'affaire Epstein. La princesse Anne et le prince Edward deviennent conseillers d'État en vertu de la loi sur les conseillers d'État de 2022.

## Anciens conseillers d'État

### Règne deGeorgeVI(1936-1952)
Après l'adoption de l'acte de régence de 1937, les conseillers d'État de George VI sont :
- Elizabeth Bowes-Lyon (19 mars 1937 – 6 février 1952), épouse du roi ;
- Henry, duc de Gloucester (19 mars 1937 – 6 février 1952), frère du roi ;
- George, duc de Kent (19 mars 1937 – 25 août 1942), frère du roi ;
- Mary, princesse royale (19 mars 1937 – 6 février 1952), sœur du roi ;
- Alexandra, duchesse de Fife (19 mars 1937 – 21 avril 1944), cousine du roi.

Changements au cours du règne :
- Alastair Windsor, duc de Connaught et Strathearn (25 août 1942 – 26 avril 1943), remplace le duc de Kent après sa mort ;
- Maud Carnegie, comtesse de Southesk (26 avril 1943 – 7 février 1944), remplace le duc de Connaught et Strathearn après sa mort ;
- George Lascelles, comte de Harewood (7 février 1944 – 21 août 1951), remplace la comtesse de Southesk après avoir atteint l'âge de 21 ans ;
- la princesse héritière Élisabeth (21 avril 1944 – 6 février 1952) remplace la duchesse de Fife après avoir atteint l'âge de 18 ans ;
- la princesse Margaret (21 août 1951 – 6 février 1952) remplace le comte de Harewood après avoir atteint l'âge de 21 ans.

### Règne d'ÉlisabethII(1952-2022)
Après son accession au trône, les conseillers d'État d'Élisabeth II sont :
- Philip, duc d'Édimbourg (6 février 1952 – 9 avril 2021), époux de la reine ;
- la princesse Margaret (6 février 1952 – 10 mars 1985), sœur de la reine ;
- Henry, duc de Gloucester (6 février 1952 – 10 juin 1974), oncle de la reine ;
- Mary, princesse royale (6 février 1952 – 25 décembre 1957), tante de la reine ;
- George Lascelles, comte de Harewood (6 février 1952 – 9 octobre 1956), cousin de la reine.

Changements au cours du règne :
- Elizabeth Bowes-Lyon (19 novembre 1953 – 30 mars 2002) redevient conseillère d'État après l'adoption de l'acte de régence de 1953[2] ;
- Edward, duc de Kent (9 octobre 1956 – 26 août 1965), remplace le comte de Harewood après avoir atteint l'âge de 21 ans ;
- Alexandra de Kent (25 décembre 1957 – 18 décembre 1962) remplace la princesse Mary après avoir atteint l'âge de 21 ans ;
- William de Gloucester (18 décembre 1962 – 15 août 1971) remplace Alexandra de Kent après avoir atteint l'âge de 21 ans ;
- Richard de Gloucester (26 août 1965 – 14 novembre 1966) remplace le duc de Kent après avoir atteint l'âge de 21 ans ;
- Charles, prince de Galles (14 novembre 1966 – 8 septembre 2022), remplace Richard de Gloucester après avoir atteint l'âge de 18 ans ;
- Anne, princesse royale (15 août 1971 – 21 juin 2003), remplace William de Gloucester après avoir atteint l'âge de 21 ans ;
- Richard de Gloucester (10 juin 1974 – 19 février 1981) remplace le duc de Gloucester après sa mort ;
- Andrew, duc d'York (19 février 1981 – 8 septembre 2022), remplace Richard de Gloucester après avoir atteint l'âge de 21 ans ;
- Edward, comte de Wessex (10 février 1985 – 15 septembre 2005), remplace la princesse Margaret après avoir atteint l'âge de 21 ans ;
- William, duc de Cambridge (21 juin 2003 – 8 septembre 2022), remplace la princesse Anne après avoir atteint l'âge de 21 ans ;
- Henry, duc de Sussex (15 septembre 2005 – 8 septembre 2022), remplace le comte de Wessex après avoir atteint l'âge de 21 ans.